# Annamanum subirregulare
Annamanum subirregulare là một loài bọ cánh cứng trong họ Cerambycidae.